# Phenacogaster megalostictus
Phenacogaster megalostictus är en fiskart som beskrevs av Eigenmann, 1909. Phenacogaster megalostictus ingår i släktet Phenacogaster och familjen Characidae. Inga underarter finns listade i Catalogue of Life.